# چوکویواتس
چوکویواتس (به صربی: Čukojevac) یک منطقهٔ مسکونی در صربستان است که در کرالیفو واقع شده‌است. چوکویواتس ۱٬۲۰۴ نفر جمعیت دارد.